# Todiramphus
Todiramphus är ett artrikt fågelsläkte i familjen kungsfiskare inom ordningen praktfåglar. Släktet har expanderats kraftigt nyligen sedan halsbandskungsfiskare (T. chloris) delats upp i ett antal arter. Numera omfattar det ett 30-tal arter som förekommer från Röda havet österut till Marquesasöarna i Stilla havet och söderut till Australien:
- Blåsvart kungsfiskare (T. nigrocyaneus)
- Rostpannad kungsfiskare (T. winchelli)
- Blåvit kungsfiskare (T. diops)
- Lazulikungsfiskare (T. lazuli)
- Rostgumpad kungsfiskare (T. pyrrhopygius)
- Skogskungsfiskare (T. macleayii)
- Vitryggig kungsfiskare (T. albonotatus)
- Salomonkungsfiskare (T. leucopygius)
- Vanuatukungsfiskare (T. farquhari)
- Marquesaskungsfiskare (T. godeffroyi)
- Mangaiakungsfiskare (T. ruficollaris)
- Tahitikungsfiskare (T. veneratus)
- Tuamotukungsfiskare (T. gertrudae)
- Vitbrynad kungsfiskare (T. tutus)
- Stillahavskungsfiskare (T. sacer)
- Palaukungsfiskare (T. pelewensis)
- Guamkungsfiskare (T. cinnamominus)
- Pohnpeikungsfiskare (T. reichenbachii)
- Samoakungsfiskare (T. recurvirostris)
- Louisiadkungsfiskare (T. colonus)
- Torreskungsfiskare (T. sordidus)
- Helig kungsfiskare (T. sanctus)
- Halsbandskungsfiskare (T. chloris)
- Krabbkungsfiskare (T. saurophagus)
- Marianerkungsfiskare (T. albicilla)
- Melanesisk kungsfiskare (T. tristrami)
- Halmaherakungsfiskare (T. funebris)
- Talaudkungsfiskare (T. enigma)
- Timorkungsfiskare (T. australasia)